# Scoutpatrull
Patrull är inom scoutrörelsen en liten grupp på 4-8 personer som utför scoutaktiviteter tillsammans. På läger och hajker arbetar man oftast i patruller.
Inom patrullen kan man finna två roller som finns i alla patruller. Den första är Patrulledaren (PL) som leder patrullen och ska se till så att patrullen fungerar som den ska och att alla trivs. Den andra är vice patrulledaren (vPL), den fungerar som PL:s högra hand och är den som träder in som PL när denna inte är där. Dessutom finns ofta andra mindre roller, som exempelvis kassör, sjukvårdsansvarig och materialansvarig.
Eftersom scouting bygger på demokrati ska PL inte ses som en diktatorisk ledare. Hennes roll är främst att göra ett avgörande beslut i en fråga då patrullen har svårt att enas. Detta för att utvecklingen ska gå effektivt framåt i en situation då man inte bör vela.